# Familjen Pip-Larsson
För TV-serien, se Pip-Larssons.
Familjen Pip-Larsson är en fiktiv familj som dyker upp i Edith Unnerstads barnboksserie utgiven mellan 1949 och 1957. Familjen består av handelsresanden, ingenjören och uppfinnaren Patrik Larsson, hans hustru Maja, före detta teaterskådespelerska, samt deras sju barn: Desdemona "Dessi", Miranda "Mirre", Rosalinda, Lars "Lasse", Knut "Knutte", Patrik "Pysen" och Ofelia "Lilla O". Döttrarna är alla uppkallade efter hjältinnor från William Shakespeares dramer.

## Böcker i serien
- 1949 – Kastrullresan,[1] filmad 1950[2] och för TV 1998[3]
- 1950 –  Nu seglar Pip-Larssons. [Stockholm]: Rabén & Sjögren. Libris 19076451

- TV-serie 1971

- 1952 – Pysen
- 1955 – Pip-Larssons lilla O

De båda sistnämnda böckerna har också utgivits i en samlingsvolym med titeln Pip-Larssons minsta.

### Bilderböcker
- 1957 - Klåfingerdagen (med illustrationer av Iben Clante)[5]
- 1974 - Pysen rider (illustrationer av Ilon Wikland)
- 1998 - Pip-Larssons kastrullresa (med illustrationer av Lars Rudebjer)